# Сільське господарство Стародавньої Греції

## Господарський розвиток Стародавньої Греції
Криза рабовласництва на Близькому Сході призвела до занепаду Вавилонського царства і Єгипту, які стали жертвою перських завоювань. Але цей режим відроджується в нових країнах Середземномор'я, куди поступово перемістилися центри Стародавнього світу. Це проявилося в економічному піднесенні Греції.
У світовій історії розпочався новий період, відомий під умовною назвою «античний». Хронологічно він охоплював першу половину І тис. до н.е. — першу половину І тис. н.е. Рабовласництво в період античності досягло повного розвитку. Рабство тут перетворилося у класичне.
У І тис. до н.е. навколо Греції зосередилася культура народів трьох континентів. Це було зумовлено тим, що Греція займала вигідне географічне положення. Із стародавніх часів торгові шляхи проходили по Середземному морю. Егейським, Мармуровим та Чорним морями ці шляхи вели на північ, у басейн Дніпра, Дунаю, Дону. В Греції були зручні бухти, природні багатства, будівельні матеріали. Географічні чинники сприяли ранньому розвитку сільського господарства, ремесел і торгівлі.
У VIII-VI ст. до н.е. в Греції сталися зміни у господарстві: подальший прогрес у землеробстві призвів до відокремлення ремісництва від сільського господарства, в якому переважало двопілля.

## Сільське господарство Стародавньої Греції
Роль сільського господарства в економіці Стародавньої Греції та галузевій структурі традиційного античного землеробства завжди була значною. 
Традиційно вважається, що основою сільського господарства Середземномор’я було рослинництво, а його основою, у свою чергу, так звана середземноморська тріада – зернове господарство, виноградарство та оливководство.  Фахівці-археоботаніки додають до цих трьох ще й четверту галузь – вирощування зернобобових. 

## Зернове господарство
Давні греки вирощували широкий спектр зернових культур. Основними з них було дві – м’яка пшениця та ячмінь, причому в деяких регіонах, наприклад в Аттіці, саме останній був провідною культурою. Крім того, вирощувались також плівчасті пшениці – однозернянка та полба-двозернянка, просо та могар.
У цілому можна виокремити такі основні типи зернового господарства в Стародавній Греції: 
1. Монокультура м’якої пшениці.
2. Монокультура жита. 
3. Бікультура м’якої пшениці та ячменю. 
4. Трикультура м’якої пшениці, ячменю та проса. 
Інші типи, з відносно більшим значенням плівчастих пшениць та могару, мали менше поширення. 
Між асортиментом культур, поширених в добу архаїки-ранньої класики (VI-V ст. до н. е.) та пізньої класики – раннього еллінізму (IV-III ст. до н. е.) спостерігалися певні відмінності: поступово зменшується кількість основних культур і зернове господарство спрямовується на вирощування однієї-двох провідних. Зазвичай більшість дослідників намагається пов’язати монокультуру пшениці/жита з експортним характером зернового господарства давніх греків.

## Виноградарство
Другою за значенням, після вирощування зернових, галуззю середземноморського рослинництва, було виноградарство. Багаті на вапно ґрунти земель басейну Егейського моря, очевидно, були дуже сприятливими для грецьких сортів винограду. 
Виноградники Стародавньої Греції були розміщені в місцевостях, що відрізнялися великою кількістю тепла і світла, наявністю схилів різної крутизни і експозиції, рихлими ґрунтами, що добре прогріваються, близькістю до моря і винятковою чистотою та прозорістю повітря. Тому грецькі вина вважалися найкращими. Вони не були однотипними через відмінності у кліматі, ґрунтах, умовах обробітку. Культивували окремі, строго локалізовані сорти або групи сортів винограду, застосовували свої вузькомісцеві прийоми виноробства.
У старогрецьких, римських і візантійських джерелах можна знайти відомості про критські, алонійські, аркадські, кіпрські, коські, родоські, санторінські, фасоські, кнідські, хіоські вина, про вина Афінтітес і багато інших. Відомо, наприклад, що римський імператор Гай Октавіан більше всього любив просте і дешеве ретійське вино, а римська знать віддавала перевагу прославленим грецьким винам, що завозились тільки із строго певних місцевостей, найчастіше з островів Егейського архіпелагу. Відомий друг й радник Октавіна Гай Цільній Меценат професійно займався виноробством. У своєму маєтку у Цизальпійській Галлій виробляв вино, яке називалося «Меценатіан» та користувалося пошаною серед римлян.
Характерним для культури виноградарства в Стародавній Греції була наявність цінних сортів, створених багатовіковою селекцією, з високим накопиченням цукру в ягодах. Шляхом систематичного відбору покращували біологічні властивості і господарську цінність місцевих сортів винограду, чим пояснюються і специфічні якості грецьких вин — висока спіртуозність, цукристість і екстрактивність, їх лікерна консистенція. Для цієї мети греки застосовували і спеціальні прийоми агротехніки (видалення частини листя, вигинання і перев'язування лози, що несе кетяги, перекручення кетягів у підстави гребенів, пізні збори винограду з підв'ялюванням його на кущах, в'ялення кетягів після збору і інше). Грецький поет Гесіод (8-7 століття до н. е.) в поемі «Труди і дні» рекомендує кетягу після збору в'ялити 10 днів на сонці і 5 днів в тіні (для досягнення цукристості 40-50%) і лише після цього давити. При такому вмісті цукру бродіння проходило повільно і при утворенні спирту в вині 15-16% припинялося, оскільки дріжджі в цих умовах не могли продовжувати свою життєдіяльність. У винах залишався незброджений цукор, і вони виходили міцними і дуже солодкими.

## Вирощування оливок
Оливки вважаються справжнім символом Греції ще з давніх часів. Стародавні греки вважали, що оливкові дерева були наділені особливою магічною силою: існувала думка, що вони виступали посередниками між богами й простими людьми. Легенда говорить, що богиня Афіна змогла завоювати серця і прихильність народу Греції тільки тоді, коли піднесла їм оливи. З тих часів дерево оливи стало уособленням мудрості, достатку, миру та родючості. Вінок переможців Олімпійських ігор включав у себе саме гілки оливкового дерева, їх же використовували при оздобленні весільних церемоній. Крім того, оливкова гілка згадується і в біблійних переказах: голуб із гілочкою оливи приніс звістку про те, що закінчився Всесвітній потоп, Ісус Христос обрав як місце для молитви оливковий гай у Гетсиманському саду.
Відтак, одна з провідних галузей античного рослинництва – оливководство. Оливкову олію використовували в їжу, в парфумерії, для світильників. Олія була головною статтею експорту Давньої Греції.

## Вирощування зернових та кормових бобових культур
В усі епохи в традиційному господарстві країн Середземномор’я надзвичайно важливу роль відігравало вирощування бобових культур. Бобові у раціоні греків були необхідним елементом. Найпоширенішою зернобобовою культурою був горох, який вирощувався в усіх грецьких державах. 
Зернобобові культури мали подвійне призначення: усі вони були цінними як у харчовому, так і у  фуражному відношеннях. 

## Тваринництво
Тваринництво яке у працях Гомера розглядається як знак влади та багатства, насправді було слабо розвинене у Стародавній Греції. Хоча мікенській цивілізації був знайомий процес вирощування великої рогатої худоби, однак, він був обмежений географічною експансією малосприятливої місцевості. Тому, кози та вівці стали найбільш вирощуваною худобою у Стародавній Греції. Утримування цих тварин вимагало менше затрат, але давало достатню кількість м'яса, вовни та молока. Вирощували також свиней та птицю. Бики були рідкістю і зазвичай використовувалися для роботи, а іноді - для жертвоприношень. Основними тягловими та в'ючними тваринами Давньої Греції були осли і мули. Давньогрецькі аристократи на рівнинах Фессалії та Арголіди вирощували коней.